# Vinzenz Cumini
Vinzenz Cumini († vor dem 24. September 1617) war ein Grazer Bildhauer und Stuckateur der Spätrenaissance.

## Leben
Cuminis war ab 1590 in Graz als Bildhauer tätig. In den Eintragungen der Taufmatrikel der Stadtpfarre Graz wird Cumini am 21. Mai 1590 als Vater einer Tochter Katharina genannt.
Im Jahre 1592 war Cumini in Seckau, vermutlich für die Stiftskirche, tätig. Belegt ist, dass er am 23. September 1592 mit weiteren vier „Maister[n] und Werchleute[n]“ das Mausoleum in Seckau besichtigte und die geleistete Arbeit schätzte. Ein prominenter Auftraggeber war Balthasar Batthyány im Jahr 1589. Bekannt ist Cumini als Schöpfer von Renaissance-Epitaphien, die er u. a. für steirische Adelsfamilien schuf. Erhalten haben sich davon mindestens vier in der Steiermark. Angeblich ist Cumini ein Vorfahr des Stuckateurs Matteo Camin (Hofstuckateur Ma[t]thias Cam[m]in) und vermutlich mit einem Maurer und Steinmetz namens Valentino Comini verwandt, der Anfang des 17. Jh. Mitglied der Corpus-Domini-Bruderschaft in Wiener Neustadt war.
Cumini hatte mehrere Kinder, die in den Taufregistern der Jahre 1590, 1592 und 1597 verzeichnet sind, darunter Paul Khomin, bei dessen Heirat am 24. September 1617 er bereits verstorben war.

## Werke
- Schlosskapelle Feistritz: Epitaph für Christoph von Mindorf und seine Familie, 1596[4]
- Pfarrkirche Hartberg: Epitaph für Max Stainpeiss, gestorben 1585
- Pfarrkirche St. Nikolaus Stubenberg: Epitaph für Hans Jerg Steinpeiß zu Eichberg, gestorben 1591
- Kirche Trautmannsdorf: Epitaph für Adam von Lengheim, gestorben 1585 und für Helena von Weiszeneck, gestorben 1584